# Holding Trevor
Pour plus de détails, voir Fiche technique et Distribution.
Holding Trevor est un film romantique américain écrit et interprété par Brent Gorski. Il est sorti en 2008.

## Fiche technique
- Réalisation : Rosser Goodman
- Scénario : Brent Gorski
- Producteur : Rosser Goodman et Brent Gorski
- Distribution : Regent Releasing (en)
- Langue : Anglais

## Distribution
- Brent Gorski : Trevor Holden
- Christopher Wyllie : Darrell
- Jay Brannan : Jake
- Melissa Searing : Andie
- Eli Kranski : Ephram

## Chansons du film
- "Suburbia Floating" (Composée par Scott Starrett)
- "Dark Delay" (Composée par Robert Heskin)
- "Dirty Numbers" (Écrite par Aaron Tashjian, interprétée par Swig Tooth)
- "Envelope Marked X" (Composée par Gravity Terminal)
- "Bypassed" (Composée par Gravity Terminal)
- "Stop" (Écrite et interprétée par Alex Davis)
- "Athletico" (Composée par Jeremy Sherman)
- "Spanish Rumba" (Composée par Daniel Cox)
- "Bolero del Sol" (Composée par Chuck Henry)
- "Red Queen" (Écrite et interprétée par Gabe Lopez
- "Beautiful Lies" (Interprétée par Deanna Dozier, écrite par Stuart Mathis, Holly Mathis et Deanna Dozier, enregistrée par Stuart Mathis)
- "Running from the Sum" (Écrite par Michael Frieman et interprété par Check in the Dark
- "Lower My Gun" (Écrite et interprétée par Jay Brannan)
- "Far Too Deep" (Écrite et interprétée par Gabe Lopez)
- "Rewind" (Écrite et interprétée par Aaron Tashjian)